# Eduardo dos Santos (diplomata)
Eduardo dos Santos (29 de dezembro de 1952) é um diplomata brasileiro,  ex-secretário-geral do Ministério das Relações Exteriores do Brasil. Entre a demissão do Ministro Antonio Patriota, em 26 de agosto de 2013 - e a posse de Luiz Alberto Figueiredo Machado, no mesmo dia, exerceu interinamente o cargo de Ministro das Relações Exteriores.
Graduado em Ciências Jurídicas e Econômicas pela Faculdade Nacional de Direito da Universidade Federal do Rio de Janeiro. Ingressou na carreira diplomática em 1975. Foi Embaixador do Brasil no Paraguai, de 2008 a 2012; Suíça, de 2006 a 2008; e no Uruguai, de 2002 a 2006. Também serviu nas Embaixadas do Brasil em Londres, nos períodos de 1994 a 1999 e de 1989 a 1992; em Buenos Aires, de 1979 a 1984, e em Moscou, de 1977 a 1979.
No Brasil, trabalhou nas Divisões da América Meridional I e II, nos Gabinetes dos Ministros das Relações Exteriores, de 1986 a 1989, e de 1992 a 1993. O Embaixador Eduardo dos Santos foi também Assessor Diplomático do Presidente, de 1999 a 2002, e Assessor Especial do Ministro da Fazenda, de 1993 a 1994.